# 인텔 8061
인텔 8061(Intel 8061) 마이크로컨트롤러는 포드 EEC-IV 자동차 엔진 제어 장치에 사용된 것으로 가장 잘 알려져 있다. 8096과 밀접한 관계에 있는 인텔 8061은 도시바 (모델 번호 6127 및 6126으로)와 모토로라 (현재 프리스케일 세미컨덕터)에 의해 세컨드 소스되었다.

## 소개
MCS-96 제품군은 포드 EEC-IV 엔진 컨트롤러 제품군의 첫 번째 프로세서인 인텔 8061의 상업용 파생 제품으로 시작되었다. 8061과 8096의 차이점으로는 메모리 인터페이스 버스가 있는데, 8061의 M-Bus는 메모리 장치에 추적 프로그램 카운터를 요구하는 '버스트 모드' 버스이다. 또한 두 부품의 I/O 주변 장치에도 상당한 차이가 있었다. 8061은 HSI 핀과 완전히 분리된 8개의 HSI(펄스 측정) 입력, 10개의 HSO(펄스 생성) 출력, 그리고 8096보다 더 많은 채널을 가진 비샘플링 10비트 ADC를 가졌다. EEC-IV와 8096의 많은 차이점은 기존의 메모리 인터페이스 버스를 위해 I/O 핀 수를 줄이는 대신 핀을 공유하려는 노력에서 비롯되었다.
8061과 그 파생 제품은 1983년부터 20세기 말까지 생산된 거의 모든 포드 자동차에 사용되었다. 이 프로세서는 연료 혼합 및 분사 타이밍, 점화 진각(종종 별도의 점화 모듈과 함께), 배기 재순환 및 기타 엔진 기능을 제어했다.

## M-Bus
8061은 M-Bus라는 중단 가능 버스트 모드 11와이어 8비트 메모리 인터페이스 버스를 가졌다. 이 버스는 각 메모리 장치에 프로그램 카운터와 데이터 주소 레지스터를 요구했다. 각 칩 재설정 또는 분기 명령어는 메모리 장치의 프로그램 카운터를 업데이트한 후 명령어 스트림 데이터를 순차적으로 읽었다. 명령어 스트림은 메모리의 프로그램 카운터 사본을 유지하면서 메모리의 데이터 주소 레지스터를 사용하여 데이터 바이트 및 워드를 읽거나 쓰기 위해 중단될 수 있었으며, 이는 각 데이터 액세스 후에 프로그램 주소를 다시 보낼 필요 없이 명령어 스트림 읽기를 재개할 수 있게 했다.

## 주소 맵
8061은 주소 0010H부터 00FFH까지 240-바이트 내부 레지스터 파일을 가졌다.
I/O 주소는 0002H부터 000FH까지였다.
8061 제품군 전체에서 주소 0000H는 상수 제로 레지스터를 위해 예약되었다. 이는 절대 주소에 액세스하기 위해 상대 주소 지정을 사용할 수 있게 했다.
스택 포인터는 00010H에 있었다.
8061은 64K 메모리에 주소를 지정할 수 있었다.
리셋은 2000H였다.
인터럽트 벡터는 2010H에 있었다.

## 공정, 패키지
8061은 3마이크로미터 N-MOS 실리콘 게이트 공정으로 제작되었다.
특정 모듈 설계의 I/O 핀 수 요구 사항에 따라 플라스틱 68핀 플랫팩, 세라믹 패키지 및 40핀 DIP 패키지가 사용되었다.

## 파생 제품
포드는 1982년에 콜로라도스프링스에 포드 마이크로일렉트로닉스 시설을 설립하여 EEC-IV 제품군을 확산시키고, 자동차에 사용될 다른 맞춤형 회로를 개발하며, 갈륨 비소 집적 회로 시장을 탐색했다. 해당 제품군의 부품에는 생산에 도달하지 못한 8063이 포함되었다. 이 제품군에는 대량 생산된 8065도 포함되었는데, 이 제품은 메모리 컨트롤러를 통합하여 8061 및 8096의 64K보다 훨씬 큰 1메가바이트 메모리에 주소를 지정할 수 있었다.
8063, 8065 및 이후 EPIC은 전력 소비를 줄일 수 있는 CMOS 파생 제품이었다.
8065는 향상된 명령어 세트, 추가 레지스터 공간 및 훨씬 향상된 I/O를 가졌다.
그 결과, 8065는 주소 0020H부터 03FFH까지 4개 뱅크로 주소 지정할 수 있는 레지스터 파일을 가졌다.
I/O 주소는 0002H부터 001FH까지였다.
스택 포인터는 00020H에 있었다.

## HSI
8061은 펄스 입력의 측정 및 타이밍을 위한 8채널 이벤트 캡처 시스템을 가졌다.
활성화된 핀에서 전환이 감지될 때마다 16비트 타이머 값이 8개 핀의 새 상태와 함께 FIFO에 캡처되었다. FIFO는 작은 동적 RAM으로 구현되었다.
HSI는 예를 들어 엔진 속도를 결정하는 데 사용되는 크랭크축 위치 센서 이벤트 시간을 기록하는 데 사용되었다.

## HSO
8061은 타이밍된 출력을 생성하기 위한 10채널 펄스 발생기 출력 시스템을 가졌다. 이는 본질적으로 HSI 시스템에 사용된 것과 동일한 16비트 타이머와 이벤트 시간을 비교하는 작은 콘텐츠 주소 지정 가능 메모리(CAM)를 가졌다. 각 이벤트 시간은 명령과 함께 CAM에 기록되었다. CAM 위치가 타이머와 일치하는 것이 발견되면 이벤트가 실행되고 CAM 위치는 빈 풀로 반환되었다. CAM은 동적 RAM과 비교기로 시뮬레이션되었다. HSO는 연료 분사 펄스 타이밍을 포함한 다양한 목적으로 사용되었다.

## ADC
8061과 그 파생 제품은 프로세서 칩에 다중 채널 아날로그-디지털 변환기를 가졌다. 이는 엔진 온도 및 스로틀 각도 감지, 배기 가스 산소 센서 판독과 같은 목적으로 사용되었다.

## 인터럽트
8061은 8채널 벡터 우선순위 인터럽트 시스템을 가졌다. 나중에 8065는 40개 채널을 제공했으며, 이 중 32개는 HSI/HSO 이벤트 시스템과 연결되었다.

## 직렬 포트
8061 제품군의 다양한 구성원은 온칩에 맞춤형 직렬 포트를 가졌다.
이는 범용 UART가 아닌 포트 확장기로 의도되었다.

## 컴패니언 메모리
8061은 ROM과 일부 RAM을 가진 컴패니언 메모리인 8361을 포함하여 다른 장치 제품군과 함께 사용되었다. 후기 모듈에서는 원래 마스크 프로그래밍된 메모리 대신 일회성 프로그래밍(OTP) EPROM 메모리가 대체되었다. 이는 각 모델 연도에 필요한 다양한 ROM 코드에 따라 물류를 크게 단순화했다.